# 田中純二
田中 純二（たなか じゅんじ、1971年8月21日 - ）は、日本のプロレスラー。

## 経歴
アニマル浜口トレーニングジムでトレーニングを積む。
1991年、新日本プロレスの入門テストに合格して入門したがデビュー前に退団。
1997年、格闘探偵団バトラーツの入門テストに合格して入門。
1998年2月7日、格闘探偵団バトラーツひたちなか市松戸体育館大会でマッハ純二として対土方隆司戦でデビュー。
2000年3月、リングネームをjunji.comに改名。
2001年5月、アメリカにあるデュセル・バットが主宰している総合格闘技ジムへ武者修行に行く。8月、日本に凱旋帰国。10月26日、バトラーツが活動停止。
2002年11月、リングネームをタナカジュンジに改名。
2005年8月27日、フーテン・プロモーションに団体預かりとして入団してリングネームをイナズマジュンジに改名。
2007年2月11日、引退試合を行わないまま引退することを発表。
2008年1月、九州プロレスに入団してリングネームを田中純二に改名。5月11日、九州プロレスシーメイト大会の対TAKAみちのく戦で再デビュー。
2022年3月31日、九州プロレスを退団。

## 得意技
ダイビングヘッドバット
箱崎浜
ジャックハマーと同型。
バックフリップ
ランニングネックブリーカードロップ
ブルドッギングヘッドロック
腕固め

## 入場曲
- 博多祝い唄